# Wallago attu
Wallago attu és una espècie de peix de la família dels silúrids i de l'ordre dels siluriformes que es troba a Àsia: des de l'Afganistan i el Pakistan fins al Vietnam i Indonèsia.
És un peix demersal i de clima tropical (22 °C-25 °C). És ovípar. Els mascles poden assolir 240 cm de longitud total.